# 拉兰热拉斯

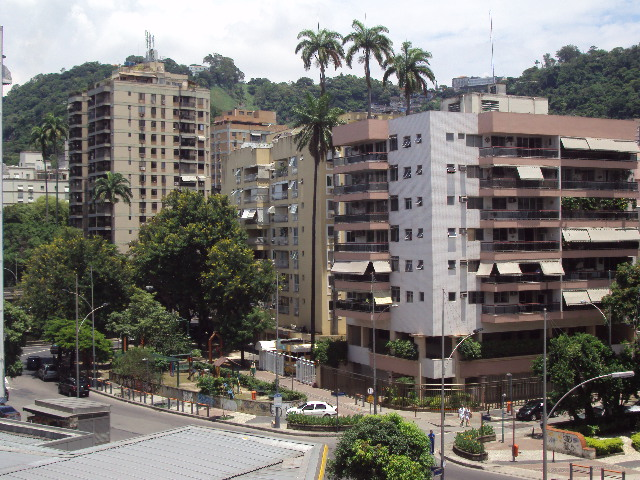
拉兰热拉斯

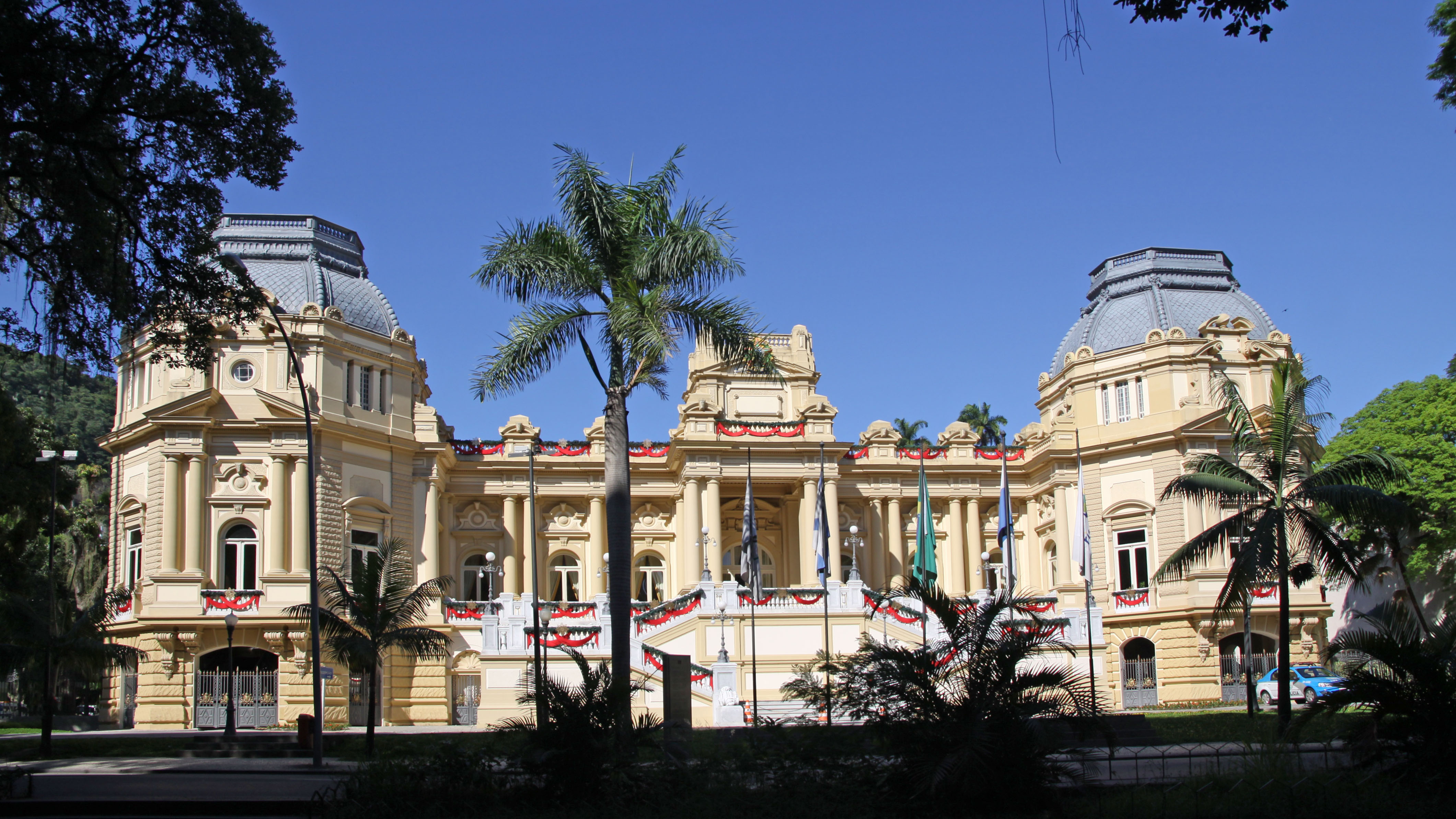
瓜纳巴拉宫

拉兰热拉斯（Laranjeiras葡萄牙語發音：[laɾɐ̃ˈʒejɾɐʃ]，“柑橘树”）是巴西里约热内卢南区一个中上阶级社区，主要为住宅。它是该市最古老的街区之一，创建于17世纪。
虽然主要为住宅区，但是一些重要的政府，文化，体育机构和学校使之成为一个繁华的街区。拉兰热拉斯著名地标包括瓜纳巴拉宫（里约热内卢州政府驻地）、拉兰热拉斯宫（该州州长官邸）、Guinle公园，以及弗鲁米嫩塞足球会总部和拉兰热拉斯体育场等。 
拉兰热拉斯毗邻科姆韦柳（Cosme Velho）、卡特蒂、弗拉门戈和博塔弗戈。